# かもい岳国際スキー場
かもい岳国際スキー場（かもいだけスキーじょう）は、北海道歌志内市歌神の神威岳に位置するスキー場。空知管内屈指の規模を誇る。

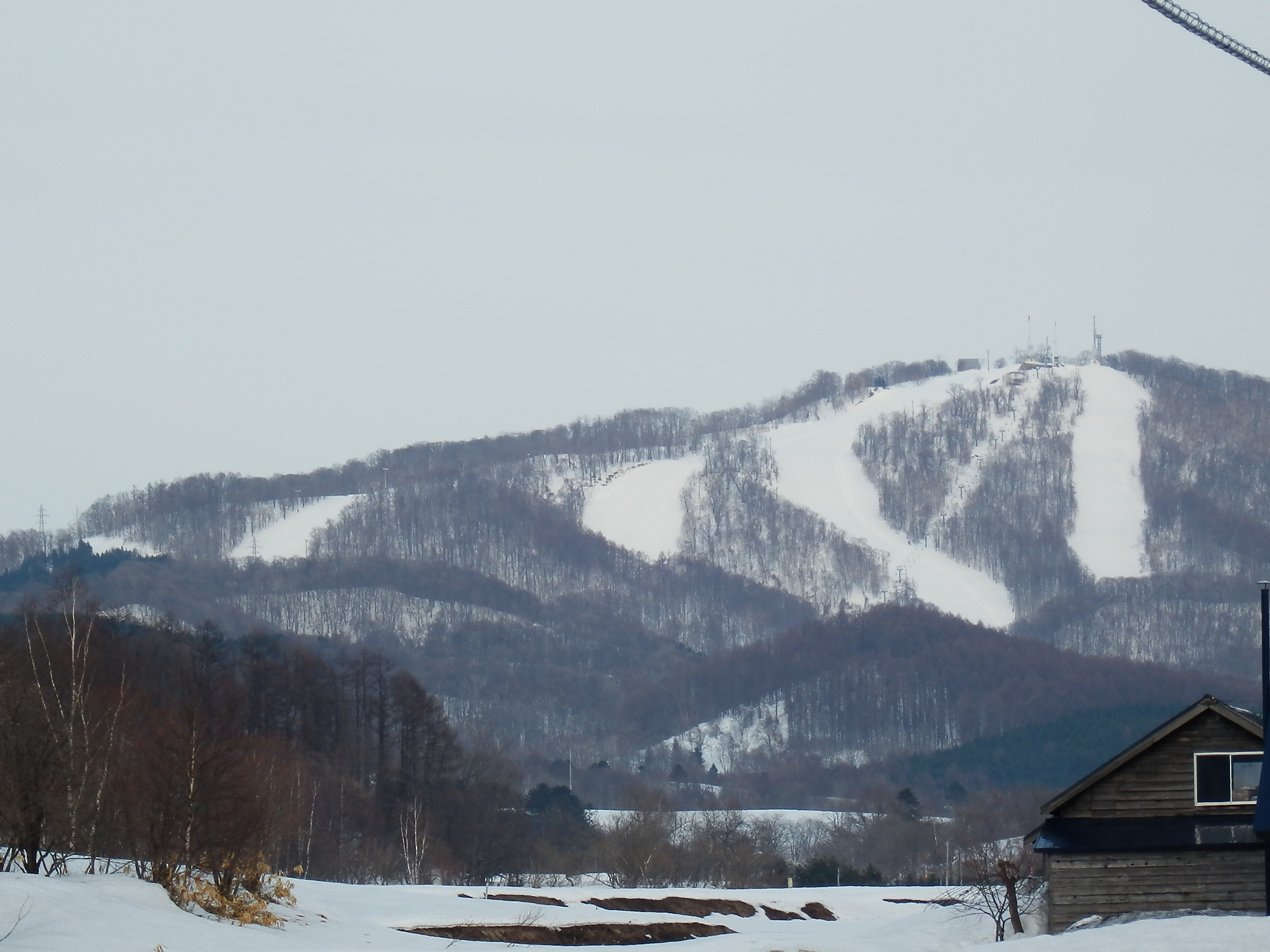
かもい岳スキー場西ゲレンデ全景

## 概要
1961年に市営のスキー場として開設。東西に分かれる2つのゲレンデには合わせて8本のコースと4本の索道が設置されており、初級者から上級者まで楽しめる。最高所標高は467m、最低所標高は216m、標高差は251m、最大滑走距離は4,000m、最大傾斜は31°となっている。山麓には、かもい岳温泉が立地しているほか、道道1027号砂川歌志内線が走っている。
岡部哲也や川端絵美が出場した「サロモンカップかもい岳ジュニアスキー大会」をはじめとして、アルペン競技大会も盛んに行われ、1981年に創設されたスキースクール「かもい岳レーシングチーム」は清澤恵美子や石井智也らを輩出した。
施設は当初歌志内市が所有・管理しており、かもい岳レーシングチームやスキー場内でのスキー用品販売を手掛けていたプラッサが2007年より山麓の「ホテルかもい岳温泉」と合わせて指定管理者として運営していた。指定管理制の導入以降は「かもい岳国際スキー場」から「かもい岳スキー場」に名称を変更。
その後少子高齢化や人口減により2008年の売上高2億1600万円・利用者数62万7千人から営業停止前の数年は売上高1億円前後・2017年度利用者は32万4千人に低迷、市の財政難で指定管理費が無料だったこともあり経営難に陥る。
2019年の契約更新に際し歌志内市が2019年度から3年間で1800万円の指定管理料を支払う契約案を提示したものの、数億円規模となるリフト更新費用の財政負担が重いとして、2022年度以降の管理料支払いに難色を示しプラッサは中長期的な運営が見通せないとして契約を結ばず他からの応募もなかったため2018年度をもって営業休止予定となり、その後プラッサが札幌地方裁判所滝川支部へ破産手続き申立てを行い2月28日に営業を停止した。
休業となった2019年度には同スキー場で授業を行ってきた地域の小中学校は代替スキー場を探すこととなり、中にはスキー授業を取りやめる学校も出た。
2020年2月には札幌市東区の「M・かもい岳」への経営譲渡の方針が発表され、ホテルかもい岳温泉と合わせて2020年度の営業再開計画の発表が行われ、2024年度に黒字化を見込むとした。また、スキー場の名称も再度「かもい岳国際スキー場」となった。その後、スキー場に隣接する宿泊施設「ホテルかもい岳温泉」については、2024年1月に5年ぶりに営業を再開して名称を「雲海の里かもい岳」に改めた。

## 沿革
- 1933年 - 神威岳山頂に初代ヒュッテ完成。（1935年1月15日焼失）[14]
- 1959年 - スキー場開発着手[15]。
- 1961年1月 - 二代目山頂ヒュッテ完成。（1980年2月廃止）[14]
- 1961年12月 - 市営神威岳スキー場として開業、スキートー完成[16]。
- 1975年10月 - 第2リフト完成[16]。
- 1980年12月 - 第3リフト完成[16]。
- 1981年 - スキーチーム「かもい岳レーシングチーム」発足[2]。
- 1988年11月 - センターハウス完成[16]。
- 1989年11月 - Tバー・ペアリフト完成[16]。
- 1996年12月 - 西ゲレンデ完成[16]。
- 2007年12月 - プラッサが指定管理者となる[16]。
- 2019年2月 - プラッサ破産に伴い営業停止[7]。
- 2020年
  - 5月 - M・かもい岳にかもい岳温泉とともに施設を無償譲渡[17]。
  - 12月19日 -　東ゲレンデ営業再開[12]。
- 2025年1月 - 西ゲレンデをパウダーエリアとして再開[18]。

## 施設
東ゲレンデ
- 第1ゲレンデ/大会コース（1400m・平均傾斜17度 上級者向け）
- 第2ゲレンデ（1500m・平均傾斜16度 中級者向け）
- トレーニングバーン（1400m・平均傾斜25度 上級者向け）
- バンビコース（600m・平均傾斜12度 初級者向け）
- 林道コース（滑走距離4000m・平均傾斜7度 初級者向け）
- スノーボードパーク

西ゲレンデ
- Aコース（766m・平均傾斜16度 上級者向け）
- Bコース（693ｍ・平均傾斜14度 中級者向け）
- Cコース（794ｍ・平均傾斜14度 上級者向け）
- Dコース（1300ｍ・平均傾斜11度 初級者向け）

設備
- リフト

ペアリフト3基（東ゲレンデ2基・西ゲレンデ1基）
- センターハウス（東ゲレンデ）
  - 1階：レーシングショップ
  - 2階：休憩所・食堂「ふっかつ食堂」
  - 3階：フリースペース「サンモリッツ」（旧レストラン）
  - 4階：ミーティングルーム
  - ミーティングルーム
- 西ロッジ・アイガー
  - 休憩所「キャンピングスペース」
- 駐車場（合計550台）
- スタートハウス・展望台（山頂東側）
- ゴールハウス（東ゲレンデ）

## アクセス
- 鉄道

JR 函館本線 砂川駅から約10km。タクシーで約20分または北海道中央バス利用で約50分
- 自動車

道央自動車道奈井江砂川ICより道道114号・1027号 約21km